# Fujisawa
Fujisawa (jap. 藤沢市 Fujisawa-shi) – miasto w Japonii, w prefekturze Kanagawa, na wyspie Honsiu (Honshū).

## Położenie
Miasto Fujisawa położone jest w centralnej części prefektury Kanagawa, nad zatoką Sagami, do której wpadają ciepłe wody prądu morskiego Kuro-shio. W północnej części miasta znajduje się płaskowyż Sagami, który powstał w wyniku aktywności strefy wulkanicznej Fudżi około 400 tys. lat temu. Na południu leżą aluwialne niziny wydm Shōnan. Rzeki Sakai i Hikiji płyną z północy na południe, ich wody wpadają do zatoki Sagami.
Miasto leży w centrum prefektury Kanagawa nad zatoką Sagami. Graniczy z:

- Jokohamą
- Kamakurą
- Yamato
- Ebiną
- Ayase
- Samukawą
- Chigasaki

## Gospodarka
W mieście rozwinął się przemysł maszynowy, metalowy, samochodowy oraz włókienniczy.

## Historia
Miasto powstało w odległej przeszłości jako miasto świątynne zbudowane wokół świątyni buddyjskiej Yugyō-ji (inaczej: Shōjōkō-ji, formalnie: Tōtaku-san Muryōkō-in Shōjōkō-ji), a w nowszej historii jako punkt postojowy (shukuba) przy trakcie Tōkaidō, głównym szlaku łączącym Kioto z Edo (ob. Tokio). 
Po restauracji Meiji obszar zajmowany przez obecne miasto był kilkukrotnie dzielony i łączony administracyjnie. Zaczął się szybko się rozwijać po otwarciu stacji kolejowej należącej do głównej linii Tōkaidō w 1887 roku i reformie katastralnej w 1889 roku. Po wchłonięciu dalszych okolicznych wiosek w 1908 roku powstała nazwa Fujisawa. Status miasta na poziomie 市 shi (ponad 50 tys. mieszkańców) otrzymała 1 października 1940 roku.

## Enoshima
Szczególnym zainteresowaniem cieszy się położona blisko brzegu i połączona z lądem mostem wyspa Enoshima (E-no-shima), na której znajduje się chram poświęcony bogini Benzaiten (Benten). Jest ona jedyną kobietą spośród siedmiorga japońskich bogów szczęścia (shichi-fukujin).
Wyspa Enoshima jest znana nie tylko jako miejsce kultu i atrakcja turystyczna, ale także jako przystań żeglarska. Była ona miejscem rozgrywania regat w ramach Letnich Igrzysk Olimpijskich 1964 i Letnich Igrzysk Olimpijskich 2020, zorganizowanych w 2021 roku w wyniku opóźnienia spowodowanego pandemią COVID-19.

## Populacja
Zmiany w populacji Fujisawy w latach 1970–2015:
| Rok  | Populacja |
| ---- | --------- |
| 1970 | 228 978   |
| 1980 | 300 248   |
| 1990 | 350 330   |
| 2000 | 379 185   |
| 2010 | 409 657   |
| 2015 | 423 894   |

## Galeria

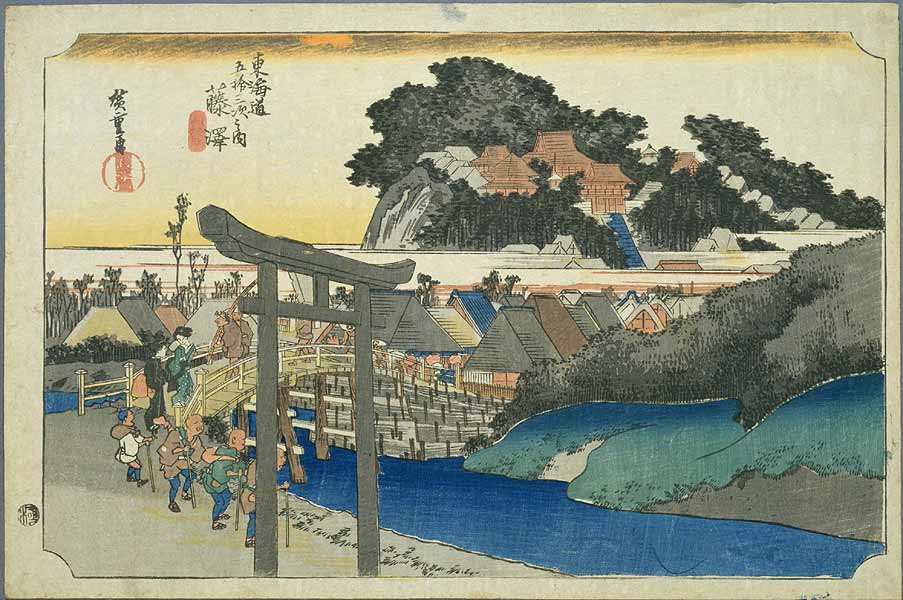
Hiroshige Andō (1797-1858), Fujisawa (w głębi E-no-shima)
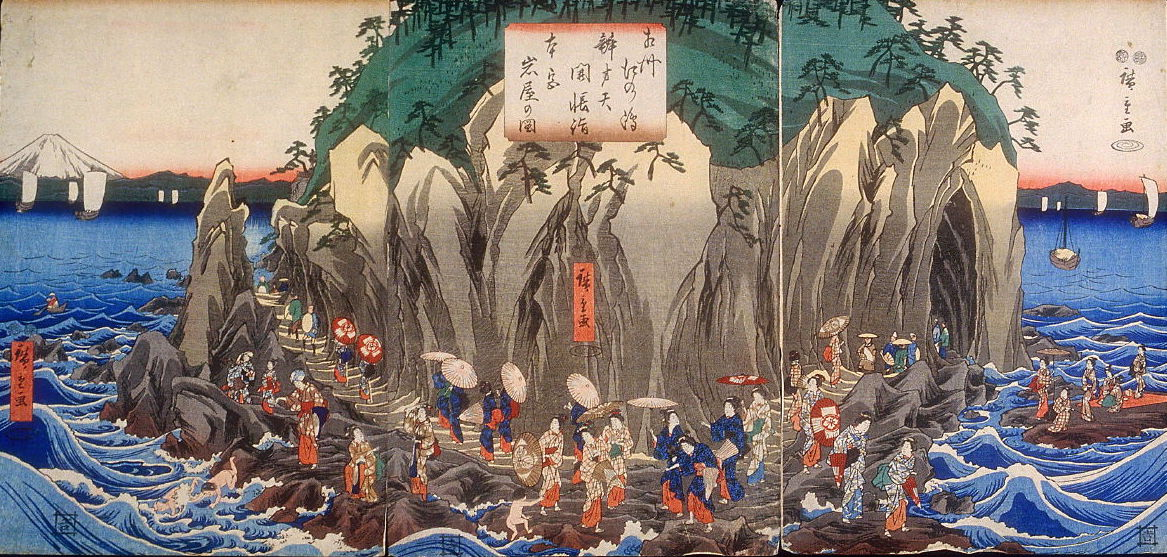
Hiroshige Andō, Pielgrzymi udają się na wyspę, aby oddać cześć Benzaiten (w głębi po lewej Fuji-san)
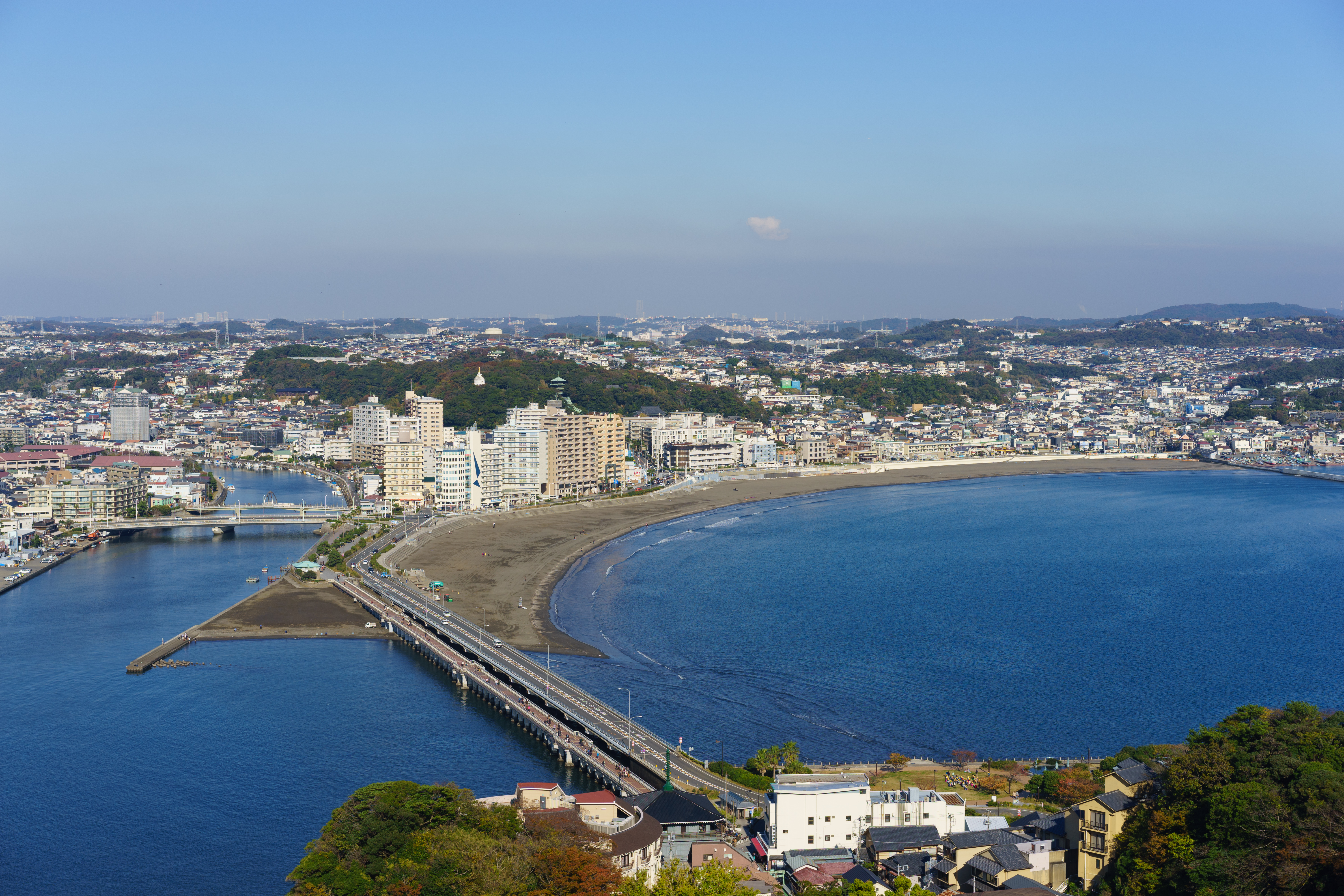
Widok z wyspy Enoshima na miasto
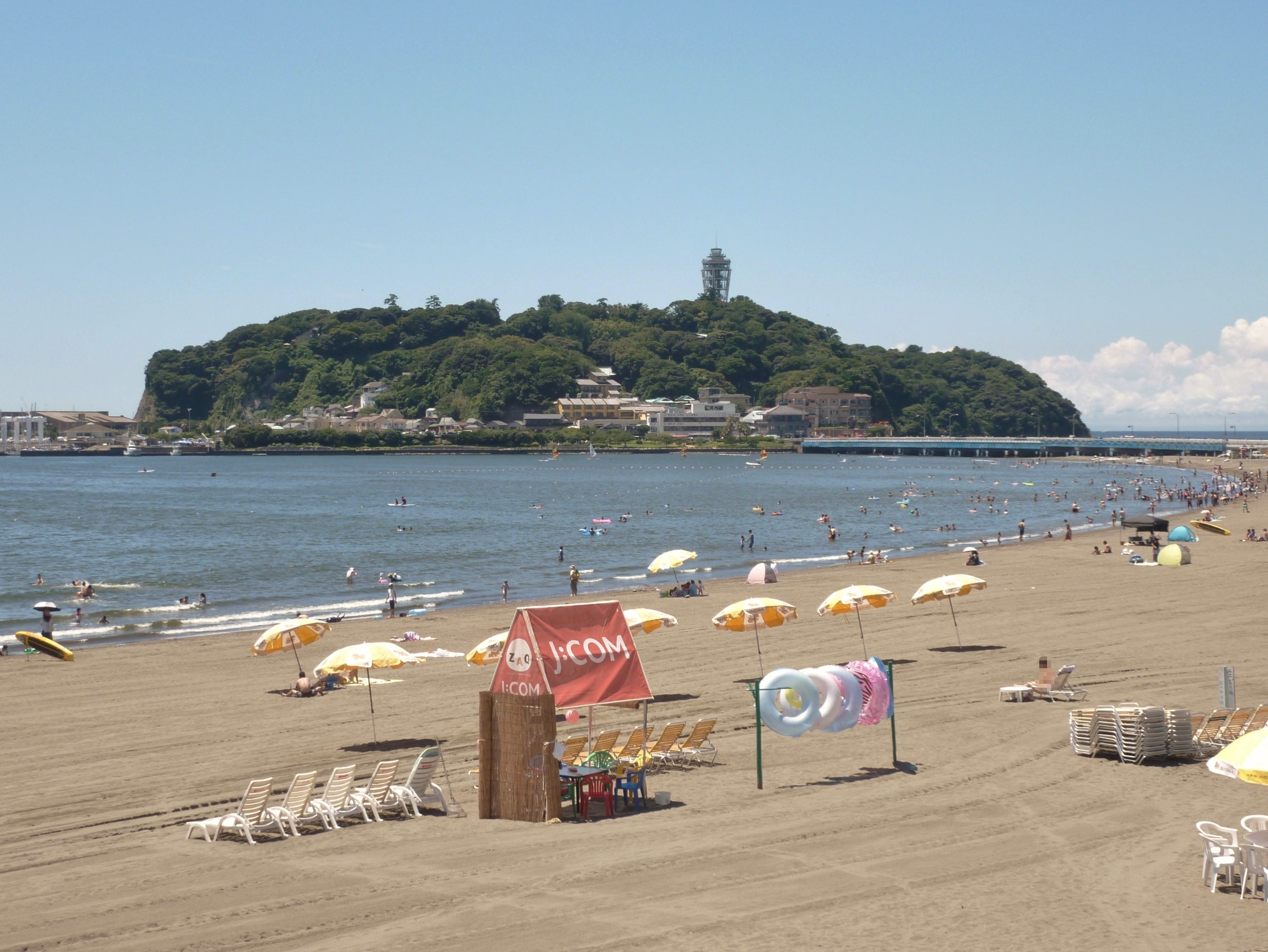
Enoshima widziana z plaży